# Cantón de Montigny-en-Gohelle
El cantón de Montigny-en-Gohelle era una división administrativa francesa, que estaba situada en el departamento de Paso de Calais y la región de Norte-Paso de Calais.

## Composición
El cantón estaba formado por la comuna que le daba su nombre, más una fracción de otra comuna:
- Hénin-Beaumont (fracción)
- Montigny-en-Gohelle

## Supresión del cantón de Montigny-en-Gohelle
En aplicación del Decreto n.º 2014-233 de 24 de febrero de 2014, el cantón de Montigny-en-Gohelle fue suprimido el 22 de marzo de 2015 y sus 2 comunas pasaron a formar parte del nuevo cantón de Hénin-Beaumont-1 y la fracción de comuna se unió con la otra fracción para que, por medio de una reestructuración cantonal, fueran creados los nuevos cantones de Hénin-Beaumont-1 y Hénin-Beaumont-2.